# Alexandre de Hessen-Darmstadt
Alexandre de Hessen-Darmstadt, príncep de Hessen-Darmstadt (Darmstadt 1823 - 1888). Príncep de Hessen-Darmstadt amb el grau d'altesa que fundà la branca cadet dels Battenberg que encara avui perdura.
Nascut a la ciutat de Darmstadt, capital del gran ducat de Hessen-Darmstadt, el dia 15 de juliol de l'any 1823 sent fill del gran duc Lluís II de Hessen-Darmstadt i de la princesa Guillemina de Baden. Alexandre era net per via paterna del gran duc Lluís I de Hessen-Darmstadt i de la princesa Lluïsa de Hessen-Darmstadt i per línia materna del príncep Carles Lluís de Baden i de la princesa Amàlia de Hessen-Darmstadt.
Des del moment del seu naixement, la vida d'Alexandre estigué envoltada d'escàndols. Molts foren els rumors que circularen sobre la paternitat del nounat, la rumorologia afirmava que Alexandre i la seva germana, la princesa Maria de Hessen-Darmstadt, eren fill del baró Augustus Senarxlens.
Alexandre seguí la tradició marcial de la família dels Hessen i ingressà a l'exèrcit rus. Aviat destacà com un prometedor home d'armes fins que començà a circular el rumor d'un enamorament del príncep alemany amb la comtessa Júlia von Hauke. Júlia era una aristòcrata d'origen alemanopolonès que servia com a dama de companyia de la germana d'Alexandre, Maria de Hessen-Darmstadt, que havia esdevingut tsarina de Rússia en casar-se amb el tsar Alexandre II de Rússia.
El matrimoni entre Alexandre i la comtessa Júlia von Hauke era considerat com un matrimoni morganàtic o desigual. Les conseqüències d'un matrimoni desigual comportarien la renúncia immediata dels drets dinàstics d'Alexandre i de la seva descendència, així com, la prohibició d'emprar qualsevol títol de la Casa de Hessen-Darmstadt per part de la muller o els fills del príncep.
Alexandre marxà de Rússia i s'establí a Londres on després de reflexionar sobre el seu futur decidí tornar a Sant Petersburg i casar-se amb la comtessa d'origen polonès. La parella es maridà a Breslau, capital de Silèsia, l'any 1851. Amb el retorn del príncep a Darmstadt, el gran duc Lluís III de Hessen-Darmstadt, germà d'Alexandre, concedí el títol de comtessa de Battenberg a Júlia i els obligà a residir a la petita ciutat septrentional de Battenberg allunyats de la Cort. No seria fins anys després que el gran duc es decidí a elevar a la categoria de princesa a Júlia von Rauke i permetre que s'instal·lessin a Darmstadt.
La parella tingué cinc fills:
- Maria Carolina de Battenberg, nada a Ginebra el 1852 i morta a Schönberg (Alemanya) el 1923. Es casà a Darmstadt l'any 1871 amb el príncep Gustau zu Erbach-Schönberg.

- Lluís de Battenberg, nat a Graz el 1854 i mort a Londres el 1921. Es casà amb la princesa Victòria de Hessen-Darmstadt.

- Alexandre de Battenberg, príncep regent de Bulgària, nat el 1857 a Verona el 1857 i morí a Graz el 1893. Es casà morganàticament amb Johanna Marie Luise Loisinger.

- Enric de Battenberg, nat el 1858 a Milà i mort el 1896 en un lloc indeterminat de l'Àfrica en una campanya militar. Es casà l'any 1885 amb la princesa Beatriu del Regne Unit.

- Francesc Josep de Battenberg, nat a Pàdua el 1861 i mort a Schaffhausen el 1924. Es casà a Cetinje el 1897 amb la princesa Anna de Montenegro.

Tot i els escandalosos orígens de la família Battenberg, aquests aviat foren acceptats per la major part de les cases reials europees amb moltes de les quals hi enllaçaren a través de casaments. Entre aquestes unions maritals cal destacar les de:
- Alícia de Battenberg que el 1903 es casà amb el príncep Andreu de Grècia.

- Victòria Eugènia de Battenberg que es casà el 1906 amb el rei Alfons XIII d'Espanya.

- Lluïsa de Battenberg que es casà el 1923 amb el rei Gustau VI Adolf de Suècia.

També cal destacar que un net d'Alexandre, lord Lluís Mountbatten va ser l'any 1946 l'últim virrei britànic de l'Índia.
Alexandre morí el dia 15 de desembre de l'any 1888 a la ciutat de Darmstadt.